# Comune di Furesø
Il comune di Furesø è un comune danese situato nella regione di Hovedstaden con sede amministrativa nella cittadina di Værløse.
Il comune è stato costituito in seguito alla riforma amministrativa del 1º gennaio 2007 accorpando i precedenti comuni di Farum e Værløse.
I laghi Furesø, Farum, Søndersø e Bagsværd sono situati nel comune.

## Centri abitati
I centri abitati principali del comune sono:
- Farum (20 426)
- Værløse (13 248)